# Драмін
Драмін (пол. Dramin) — село в Польщі, у гміні Бабошево Плонського повіту Мазовецького воєводства.
Населення — 217 осіб (2011).
У 1975-1998 роках село належало до Цехановського воєводства.

## Демографія
Демографічна структура станом на 31 березня 2011 року:
|          | Загалом | Допрацездатний вік | Працездатний вік | Постпрацездатний вік |
| -------- | ------- | ------------------ | ---------------- | -------------------- |
| Чоловіки | 96      | 27                 | 55               | 14                   |
| Жінки    | 121     | 28                 | 60               | 33                   |
| Разом    | 217     | 55                 | 115              | 47                   |